# Saqueig de Sóller (1561)
El saqueig de Sóller fou un atac portat a terme per corsaris otomans, capitanejats pel corsari Otxalí, l'11 de maig de 1561, essent rei Felip II i virrei Guillem de Rocafull. La vila fou saquejada, però els sollerics aconseguiren contenir els pirates, que es retiraren amb moltes de baixes i forçats a abandonar bona part del botí.
Els fets són commemorats cada any a les festes de Sóller, celebrades el segon diumenge de maig i el dilluns següent, particularment conegudes pel simulacre històric de Moros i Cristians que recrea els fets de manera festiva. Els personatges més coneguts d'aquesta efemèride són el capità Joan Angelats i les dites Valentes Dones de Can Tamany.

## Antecedents
La monarquia Hispànica havia culminat la conquesta de la Península Ibèrica amb la Conquesta de Granada el 1492, que havia continuat la seva expansió al sud conquerint Massalquevir, Orà, Bugia i Trípoli. Aquesta expansió col·lidí amb l'Imperi Otomà, que també havia dirigit els seus interessos en la Barbaria, i el 1516 havia capturat Alger. L'Imperi Otomà estengué la pràctica del cors per la Mediterrània Occidental amb la intenció d'atacar els punts claus per la navegació de la Mar Balear en la seva guerra contra la Monarquia Hispànica, però també per aterrir la població i imposar la sensació que eren els senyors de la Mediterrània.

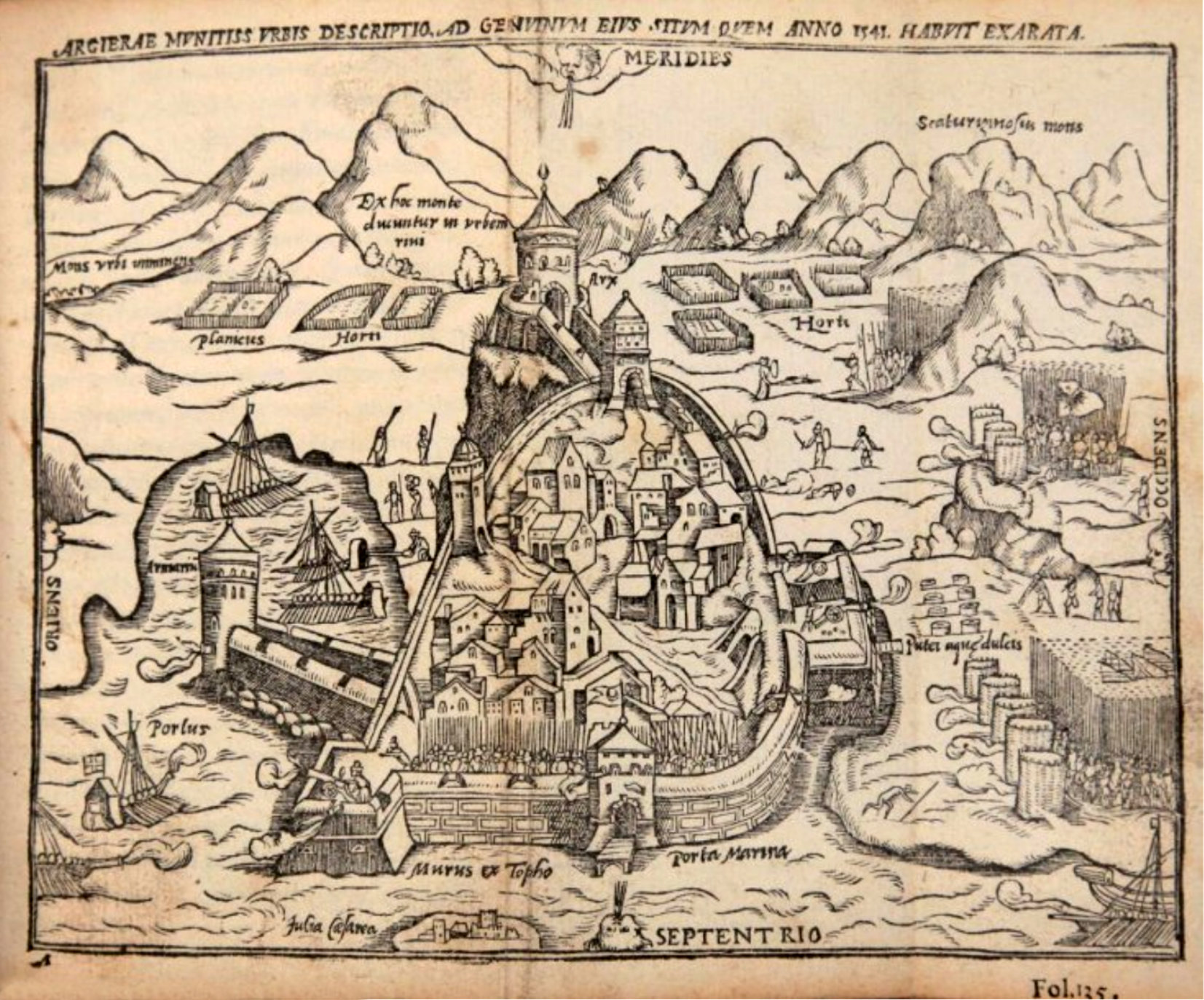
El setge d'Alger de 1541, que no aconseguí capturar la ciutat

El 1542, Sóller ja havia rebut un atac de corsaris otomans que havien saquejat la vila. Com a resultat, es construïren diverses edificacions defensives a la costa: la torre del Coll de l'Illa (1554), per esguardar la costa al nord del port; la torre del Coll del Cingle (1557), vora l'església de Santa Catalina; i el Castell del Port de Sóller (1543), al fons del port.

### Preparatius
El maig de 1561, el virrei Guillem de Rocafull envià dues fragates a la Barbaria amb la intenció de contrarestar el corsarisme turc contra el litoral del Regne. Per mitjà dels presoners fets durant aquesta operació, el virrei s'assabentà que els otomans preparaven un estol important per atacar Mallorca, i ordenà que es prenguessin les mesures preventives necessàries. Aparentment, la intenció dels corsaris era, de bon començament, atacar Sóller. L'expedició constava de 23 o 22 vaixells, sobretot galiotes i qualque galera reial, i l'impulsor era el renegat Uluç Ali Reis o Otxalí, corsari experimentat, al capdavant de nombrosos geníssers turcs.
El 10 de maig l'esquadra arribà a Eivissa per abastir-se d'aigua, i una fragata eivissenca partí cap a Mallorca per avisar del perill. Atès que no hi havia informació sobre la vila objectiu, el virrei ordenà que els capitans de cada vila d'interior aplegassin els seus homes d'armes i es dirigissin a la vila costanera més pròxima. A Sóller arribaren els homes d'Alaró i Bunyola (no se sap per què els de Santa Maria no hi anaren), capitanejats per Pere de Sant Joan i Ignasi Garcia.

## La ràtzia

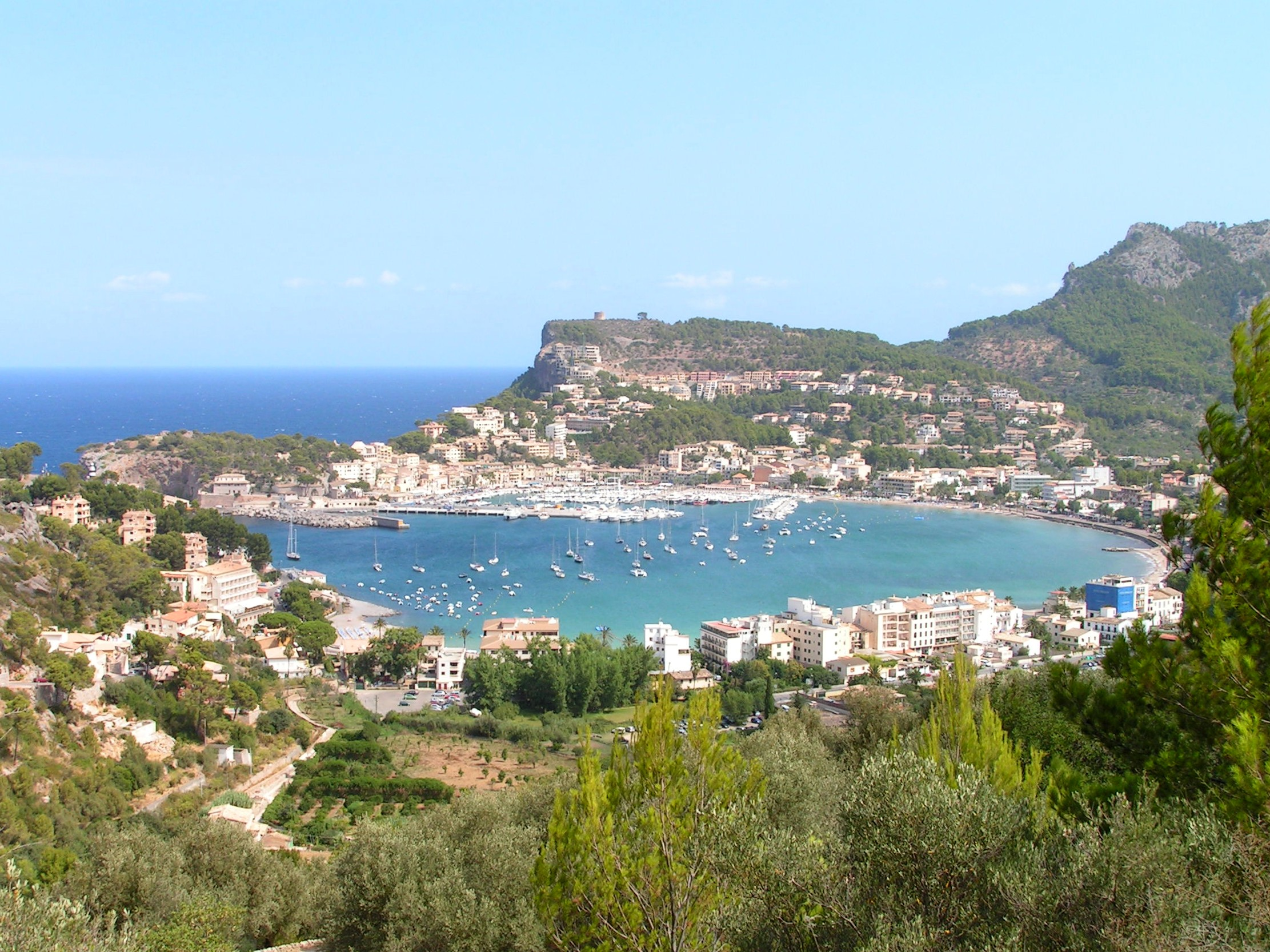
El Port de Sóller

### El desembarcament
Cap al vespre del 10 de maig de 1561, les naus procedents d'Eivissa degueren arribar a les costes de Sóller. Els sollerics, però, ja estaven prevenguts, atès que el virrei se n'havia assabentat per mitjà d'espies a Alger i, posteriorment, s'havia rebut l'avís de la fragata eivissenca. Així, el capità Joan Angelats, amb el batle Pere Canals i els jurats Salvador Costurer, Bartomeu Osona, Jaume Deià i Bernat Ponç, feren proveir la fortalesa del port d'artilleria i enviaren sentinelles al llarg de tot el litoral per identificar un possible desembarcament. Aplegada la gent d'armes a la plaça, la matinada de l'endemà, dia de Sant Ponç, s'encaminaren cap al Camp de l'Oca per defensar el Port. Els vaixells dels corsaris, però, passaren de llarg el Port, protegit per la fortalesa, i desembarcaren a les Puntes, vora el Coll de l'Illa. Com que era de nit, els sentinelles no els identificaren fins que no començaren a desembarcar, i segons el relat del cronista Vicenç Mut fou gràcies a l'avís d'un esclaus remer natural de Sóller, de nom Bartomeu Valls.

### Primera batalla
Quan ja clarejava i havien passat el Coll d'en Borrassà, els turcs es dividiren: un contingent de mil homes, capitanejat per Isuf Reis (dit també Supfú Arrais o Sadfu Arrai) es dirigí cap al Pont de la Mar (el Pont d'en Barona), mentre que els altres set-cents, comandats pel mateix Otxalí, anaren cap al Pont de Binibassí (el Pont dels Ases, davant el Camp d'en Maiol). Aquest segon grup saquejaria la vila a voler, perquè els cristians esperaven els turcs al Camp de l'Oca i plantaren el seu campament allà. Atès el coneixement que tenien un contingent turc davant i un altre saquejant la vila, els sollerics resolgueren, aconsellats pel sergent Antoni Soler, d'atacar els del Pont i deixar la defensa de la vila per més endavant. Els corsaris no esperaven trobar els cristians preparats i, davant l'atac dels sollerics, decidiren de fugir cap als vaixells.

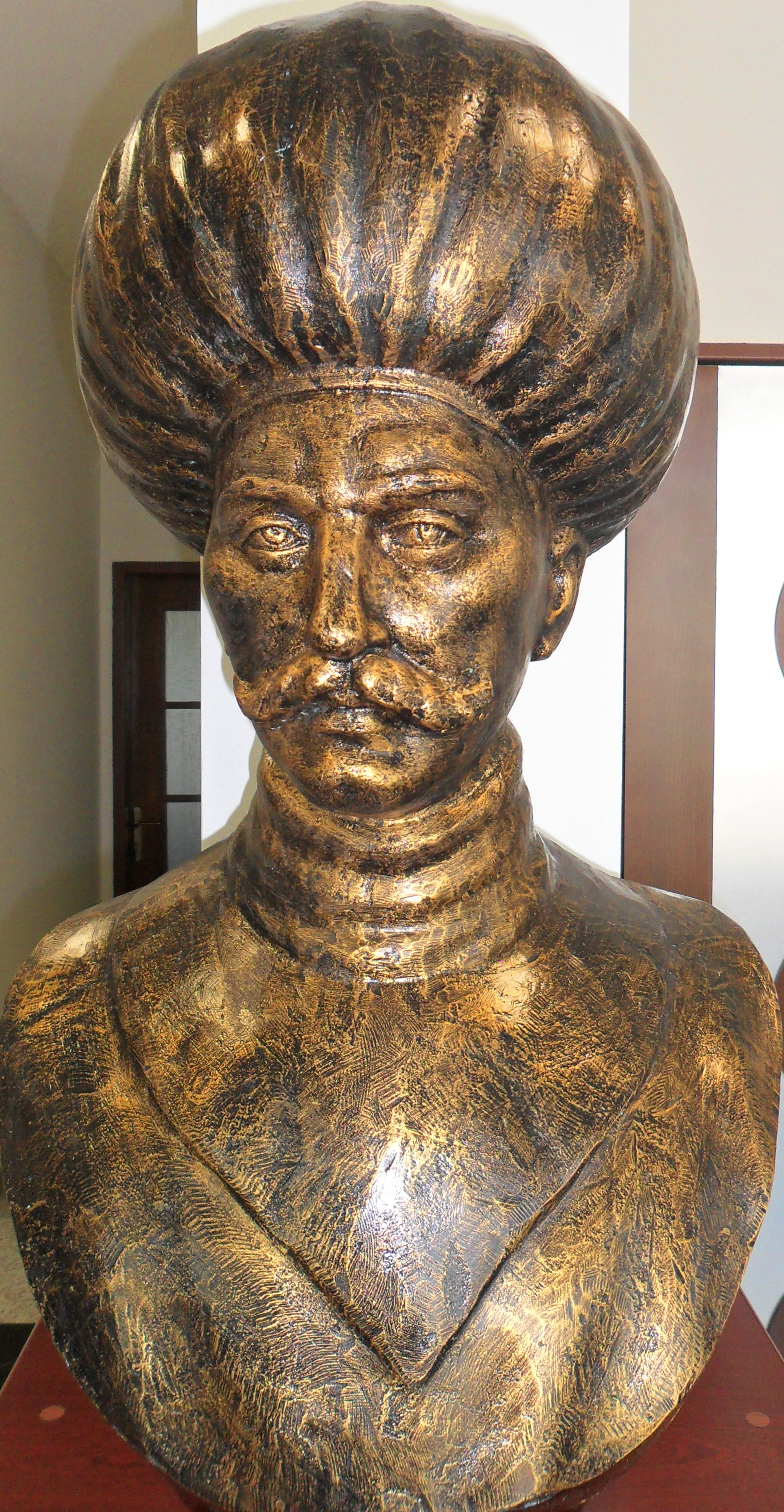
Joan Dionís Galeni dit Otxalí, corsari otomà

En la fugida, els sarraïns s'encontraren una quadrilla de bandejats, que es posà de part dels mallorquins i els atacà amb l'ajuda dels seus cans alans. El capità Isuf Reis caigué en aquesta batalla, mort d'un cop de llança pel solleric Pere Bisbal «Garrova», entre molts altres turcs que també moriren. Dels mallorquins moriren Miquel Canals i Nicolau Bisbal «Moronxo», i entre els més destacats guerrers hi hagué Llorenç Castanyer i Guillem Soler. Segons Binimelis, els encalçaren fins a les naus, i els esclaus cristians, fermats als bancs dels vaixells, els hagueren d'avisar perquè no danyassin les naus. Segons Mut, encara caigueren Jaume Palou i cinc sollerics més.

### El saqueig
Els corsaris que anaren pel Pont de Binibassí entrà a la vila pel carrer de la Lluna i saquejà la població. El blanc principal fou l'església, que acabà per cedir tot i la resistència dels capellans Gaspar Miró i Guillem Rotger. Robaren tants d'objectes de valor com pogueren i mutilaren les imatges. A continuació, encalçaren les dones, els infants i els ancians, que havien partit a les muntanyes després de rebre l'avís, amb la intenció de fer-los captius, i així arribaren fins a la Coma.

### La segona batalla
Al seu retorn cap als vaixells, els sollerics esperaven el segon contingent al camí de la Figuera, devers So n'Avinyona, i els agafaren per sorpresa fins a tal punt que abandonaren tot el botí, i fins i tot les armes, fugint per poder arribar a les naus. Un esquadró dels sarraïns, desorientat, es dirigí cap a Can Baixo, pel camí del Ginjolar, encalçat pels perseguidors, i allà, desesperats, apunyalaren els seus captius. Moriren Gaspar Miró i una filla de Pere Canals, i mossèn Antoni Rotger romangué malferit.
La jornada conclogué amb l'arribada del Virrei amb els seus homes, una vegada ja conclosa la lluita, i amb el cant d'un Te Deum dins la saquejada església.

### Anècdotes i llegendes
En la memòria del poble de Sóller no desaparegué mai el record d'aquest dia, i amb el temps s'anaren creant i escampant anècdotes i llegendes sobre aquest dia, principalment gestes dels sollerics. Aquestes històries no apareixen a les cròniques contemporànies als fets, ans apareixen més tard, quan ja han passat uns anys i, sobretot, al cap d'un segle o dos.
La més coneguda de totes és la de les Valentes Dones de Can Tamany, Caterina i Francesca Casesnoves. Seguint la narració de Mut, quan els turcs es retiraven cap a les naus, un corsari entrà dins Can Tamany, entre l'Horta i el Coll d'en Borrassà, per saquejar la casa, que va trobar buida. A la planta de dalt es va aturar a beure i d'una cambra en va sortir una dona, qui el va matar d'un cop al cap amb una barra d'alzina. A continuació va arribar la germana i varen tancar la porta amb la barra, i quan arribaren tres corsaris més, els llançaren pedres i, finalment, el company mort, que en va ferir un i així els varen fer fugir. Les Valentes Dones tenen un paper protagonista en la celebració del Firó.
El mateix Mut narra el pas de Margalida Costurer, una dona que va aconseguir fugir d'un grup de turcs que se'n dugueren la seva filla, de set anys; Margalida corregué cap a la mar per rescatar la filla, i s'amagà darrere un romaguer. Més tard passaren els corsaris que duien la filla, que cridava i pegava cops sense aturall, fins a tal punt que el que la portava no va poder més i la va amollar al mateix romaguer on hi havia sa mare amagada. També són probablement fantasioses les històries de les Sagrades Formes amagades al puig de les Tres Creus, l'alliberament dels bandejats que ajudaren a combatre contra els corsaris o la narració per la qual els turcs s'hagueren d'enfilar als arbres, atacats pels cans alans dels bandolers.

## Conseqüències
Després de l'atac, l'estol otomà, derrotat, abandonà Mallorca, i es dirigí cap a Gènova, a saquejar les costes de Ligúria. Otxalí no tornaria a atacar les costes de Mallorca, i la derrota de Sóller seria una de les poques de la seva carrera.
El balanç de la ràtzia fou, segons les fonts històriques, d'uns 300 o 500 morts per la part otomana. No obstant això, els autors moderns consideren improbable que les baixes fossin superiors als 200 homes. A aquesta xifra, cal afegir-hi la dels ferits (uns 400, segons Mut) i la d'alguns captius. Per la part dels sollerics, sembla que moriren sis homes, i solament hi hagué un captiu, Joan Arbona, que estava de guàrdia a la talaia.
La principal mesura presa a conseqüència de l'atac fou la construcció d'una fortificació que tancava la plaça de l'església i que comptava amb una torre, i el reforçament de l'església perquè funcionàs com a lloc de refugi en cas de nou atac. D'altra banda, la torre del Coll de l'Illa havia romàs completament destruïda, i ara només romania la Torre Coll del Cingle. Posteriorment, aquesta torre s'esbucaria (1623) per construir la Torre Picada (1614-1621).
A més, els sollerics alçaren una capella dedicada a la Mare de Déu de la Victòria i instituïren cada any una processó en record de la data i per donar gràcies a la Mare de Déu. El 1853 l'ajuntament decidí crear una fira, que es feu coincidir amb la commemoració de la victòria: el segon diumenge de maig. La festa ja contenia elements com ara el personatge del Capità Angelats i de les Valentes Dones, infants vestits de corsaris i la barra de Can Tamany. L'any següent es decidí incorporar un simulacre de la batalla al port, que és l'origen del Firó tal com es coneix avui en dia.
El 1961, amb motiu del quart centenari dels fets, s'inaugurà un monument en record dels herois que defensaren la ciutat, obra de Pere Pavia, anomenat popularment «es Monument».